# Dipartimento di Guerou
Il dipartimento di Guerou è un dipartimento (moughataa) della regione di Assaba in Mauritania con capoluogo Guerou.
Il dipartimento comprende 4 comuni:
- Guerou
- Oudey Jrid
- El Ghayra
- Kamour